# Agustín Almodóvar
Agustín Almodóvar Caballero (Calzada de Calatrava, 25 de mayo de 1955) es un productor de cine español.

## Biografía
En 1979 se licenció en Ciencias Químicas por la Universidad Complutense de Madrid. En 1980 obtuvo un CAP (Certificado de Aptitud Pedagógica).
En 1985 fundó con su hermano Pedro Almodóvar la productora cinematográfica El Deseo, y desde entonces se dedica a la producción y promoción de las películas de Pedro Almodóvar. También ha producido trabajos de otros cineastas como Álex de la Iglesia, Guillermo del Toro, Isabel Coixet, Dunia Ayaso y Félix Sabroso, Lucrecia Martel y Damián Szifron.
Ha obtenido premios como el Oscar a Mejor Película Extranjera, el Globo de Oro a Mejor Película Extranjera, el premio BAFTA a «mejor película de habla no inglesa» por Todo sobre mi madre. También el Globo de Oro a «mejor película extranjera», el Premio del Cine Europeo a la mejor película por Hable con ella, entre otros premios.
Actualmente es vicepresidente de EGEDA (Entidad de Gestión de Derechos de los Productores Audiovisuales), pertenece al patronato de la ECAM (Escuela de Cinematografía y del Audiovisual de la Comunidad de Madrid) y desde 2007 es miembro de la Academia de Hollywood.

## Obras como productor

### Cine
- 1987: La ley del deseo, director: Pedro Almodóvar.
- 1988: Mujeres al borde de un ataque de nervios, director: Pedro Almodóvar.
- 1990: ¡Átame!, director: Pedro Almodóvar.
- 1991: Tacones lejanos, director: Pedro Almodóvar.
- 1991: Terra fria, director: Antonio Campos.
- 1992: Acción mutante, director: Álex de la Iglesia.
- 1993: Kika, director: Pedro Almodóvar.
- 1995: Tengo una casa, directora: Mónica Laguna.
- 1995: La flor de mi secreto, director: Pedro Almodóvar.
- 1996: Pasajes, director: Daniel Calparsoro.
- 1996: Mi nombre es sombra, director: Gonzalo Suárez.
- 1997: Carne trémula, director: Pedro Almodóvar.
- 1998: A trabajar, director: Alain Guesnier.
- 1998: Todo sobre mi madre, director: Pedro Almodóvar.
- 2001: La fiebre del loco, director: Andrés Wood.
- 2001: El espinazo del diablo, director: Guillermo del Toro.
- 2001: Hable con ella, director: Pedro Almodóvar.
- 2003: My life without me (Mi vida sin mí), directora: Isabel Coixet.
- 2004: Descongélate!, directores: Félix Sabroso y Dunia Ayaso.
- 2004: La mala educación, director: Pedro Almodóvar.
- 2004: La niña santa, directora: Lucrecia Martel.
- 2005: La vida secreta de las palabras, directora: Isabel Coixet.
- 2006: Volver, director: Pedro Almodóvar.
- 2007: Cobrador. In God we trust, director: Paul Leduc.
- 2008: La mujer rubia, directora: Lucrecia Martel.
- 2009: El patio de mi cárcel, directora: Belén Macías.
- 2009: Los abrazos rotos, director: Pedro Almodóvar.
- 2010: El último verano de La Boyita, directora: Julia Solomonoff.
- 2011: La piel que habito, director: Pedro Almodóvar.
- 2013: Los amantes pasajeros, director: Pedro Almodóvar.
- 2014: Relatos salvajes, director Damián Szifron.
- 2015: El clan, director: Pablo Trapero.
- 2016: Julieta, director: Pedro Almodóvar.
- 2017: Princesa de hielo (corto), director: Pablo Guerrero
- 2017: Zama, directora: Lucrecia Martel
- 2018: El ángel, director: Luis Ortega
- 2019: Dolor y gloria, director: Pedro Almodóvar
- 2020: La voz humana (cortometraje), director: Pedro Almodóvar
- 2020: Nieva en Benidorm, director: Isabel Coixet
- 2021: Madres paralelas, director: Pedro Almodóvar
- 2021: Extraña forma de vida (cortometraje), director: Pedro Almodóvar

### Documentales
- 2003: Eyengui, dios del sueño, director: José Manuel Novoa. Productoras: El Deseo y Transglobe.
- 2004: César y Zain, director: Lorenzo J. Levene. Productora: El Deseo.
- 2004 Caravan, mercaderes de la sal, director: Gerardo Olivares. Productoras: El Deseo y Transglobe.
- 2004: Los sin tierra, director: Miguel Barros. Productoras: El Deseo y Produce +.
- 2008: Historias de las montañas de la bruma, director: Larry Levene. Productoras El Deseo y Levinver.
- 2009: El señor de Sipán, director: José Manuel Novoa. Productora: El Deseo.
- 2010: José y Pilar, director: Miguel Gonçalves Mendes. Productoras: El Deseo, Jumpcut y O2 Cinema.
- 2012: The Labeque way, director: Félix Cábez. Productoras: El Deseo y Roswell Producciones.
- 2013: Con la pata quebrada, director: Diego Galán. Productoras: Enrique Cerezo PC y El Deseo.
- 2016: Manda huevos, director: Diego Galán. Productoras: Enrique Cerezo PC y El Deseo).
- 2018: El silencio de otros, directores: Almudena Carracedo y Robert Bahar. Producida por El Deseo).

### Series de televisión
- 2006: Mujeres, directores: Félix Sabroso y Dunia Ayaso. Producida por El Deseo.

## Premios destacados
Premios Óscar de la Academia de Hollywood
| Año  | Categoría                    | Película                                 | Resultado |
| ---- | ---------------------------- | ---------------------------------------- | --------- |
| 2019 | Mejor película internacional | Dolor y gloria                           | Nominada  |
| 2014 | Mejor película internacional | Relatos salvajes                         | Nominada  |
| 1999 | Mejor película internacional | Todo sobre mi madre                      | Ganadora  |
| 1988 | Mejor película internacional | Mujeres al borde de un ataque de nervios | Nominada  |

Premios BAFTA
| Año  | Categoría                          | Película                                 | Resultado |
| ---- | ---------------------------------- | ---------------------------------------- | --------- |
| 2021 | Mejor película de Habla No inglesa | Madres paralelas                         | Nominada  |
| 2019 | Mejor película de Habla No inglesa | Dolor y gloria                           | Nominada  |
| 2016 | Mejor película de Habla No inglesa | Julieta                                  | Nominada  |
| 2015 | Mejor película de Habla No inglesa | Relatos salvajes                         | Ganadora  |
| 2011 | Mejor película de Habla No inglesa | La piel que habito                       | Ganadora  |
| 2009 | Mejor película de Habla No inglesa | Los abrazos rotos                        | Nominada  |
| 2006 | Mejor película de Habla No inglesa | Volver                                   | Nominada  |
| 2004 | Mejor película de Habla No inglesa | La mala educación                        | Nominada  |
| 2002 | Mejor película de Habla No inglesa | Hable con ella                           | Ganadora  |
| 1999 | Mejor película de Habla No inglesa | Todo sobre mi madre                      | Ganadora  |
| 1998 | Mejor película de Habla No inglesa | Carne trémula                            | Nominada  |
| 1989 | Mejor película de Habla No inglesa | Mujeres al borde de un ataque de nervios | Nominada  |

Premios Goya de la Academia de Cine Española
| Año  | Categoría                     | Película                                 | Resultado |
| ---- | ----------------------------- | ---------------------------------------- | --------- |
| 2021 | Mejor película                | Madres paralelas                         | Nominada  |
| 2019 | Mejor película                | Dolor y gloria                           | Ganadora  |
| 2018 | Mejor película documental     | El silencio de otros                     | Ganadora  |
| 2018 | Mejor película iberoamericana | El ángel                                 | Nominada  |
| 2017 | Mejor película iberoamericana | Zama                                     | Nominada  |
| 2016 | Mejor película                | Julieta                                  | Nominada  |
| 2015 | Mejor película iberoamericana | El clan                                  | Ganadora  |
| 2014 | Mejor película                | Relatos salvajes                         | Nominada  |
| 2014 | Mejor película iberoamericana | Relatos salvajes                         | Ganadora  |
| 2011 | Mejor película                | La piel que habito                       | Nominada  |
| 2006 | Mejor película                | Volver                                   | Ganadora  |
| 2005 | Mejor película                | La vida secreta de las palabras          | Ganadora  |
| 2004 | Mejor película                | La mala educación                        | Nominada  |
| 2003 | Mejor película                | Mi vida sin mí                           | Nominada  |
| 2002 | Mejor película                | Hable con ella                           | Nominada  |
| 1999 | Mejor película                | Todo sobre mi madre                      | Ganadora  |
| 1990 | Mejor película                | Átame                                    | Nominada  |
| 1988 | Mejor película                | Mujeres al borde de un ataque de nervios | Ganadora  |

Premios César de la Academia de Cine Francesa
| Año  | Categoría                 | Película            | Resultado |
| ---- | ------------------------- | ------------------- | --------- |
| 2022 | Mejor película extranjera | Madres paralelas    | Nominada  |
| 2020 | Mejor película extranjera | Dolor y gloria      | Nominada  |
| 2007 | Mejor película extranjera | Volver              | Nominada  |
| 2004 | Mejor película extranjera | La mala educación   | Nominada  |
| 2003 | Mejor película extranjera | Hable con ella      | Ganadora  |
| 2000 | Mejor película extranjera | Todo sobre mi madre | Ganadora  |
| 1993 | Mejor película extranjera | Tacones lejanos     | Ganadora  |
| 1990 | Mejor película extranjera | Átame               | Nominada  |

Premios Globos de Oro de la Asociación de la Prensa Extranjera de Hollywood
| Año  | Categoría                           | Película                                 | Resultado |
| ---- | ----------------------------------- | ---------------------------------------- | --------- |
| 2021 | Mejor película en lengua no inglesa | Madres paralelas                         | Nominada  |
| 2019 | Mejor película en lengua no inglesa | Dolor y gloria                           | Nominada  |
| 2011 | Mejor película en lengua no inglesa | La piel que habito                       | Nominada  |
| 2009 | Mejor película en lengua no inglesa | Los abrazos rotos                        | Nominada  |
| 2006 | Mejor película en lengua no inglesa | Volver                                   | Nominada  |
| 2002 | Mejor película en lengua no inglesa | Hable con ella                           | Ganadora  |
| 1999 | Mejor película en lengua no inglesa | Todo sobre mi madre                      | Ganadora  |
| 1991 | Mejor película en lengua no inglesa | Tacones lejanos                          | Nominada  |
| 1988 | Mejor película en lengua no inglesa | Mujeres al borde de un ataque de nervios | Nominada  |

Premios del Cine Europeo
| Año  | Categoría                                   | Película                                 | Resultado |
| ---- | ------------------------------------------- | ---------------------------------------- | --------- |
| 2019 | Mejor película europea                      | Dolor y gloria                           | Nominada  |
| 2016 | Mejor película europea                      | Julieta                                  | Nominada  |
| 2013 | Mejor comedia europea                       | Los amantes pasajeros                    | Nominada  |
| 2006 | Mejor película europea                      | Volver                                   | Nominada  |
| 2004 | Mejor película europea                      | La mala educación                        | Nominada  |
| 2003 | Mejor película europea                      | Mi vida sin mí                           | Nominada  |
| 2002 | Mejor película europea                      | Hable con ella                           | Ganadora  |
| 1999 | Mejor película europea                      | Todo sobre mi madre                      | Ganadora  |
| 1998 | Mejor película europea                      | Carne trémula                            | Nominada  |
| 1988 | Premio Fassbinder Mejor Película Revelación | Mujeres al borde de un ataque de nervios | Ganadora  |

Premios PLATINO del cine iberoamericano
| Año  | Categoría                         | Película             | Resultado |
| ---- | --------------------------------- | -------------------- | --------- |
| 2022 | Mejor película iberoamericana     | Madres paralelas     | Nominada  |
| 2022 | Premio del Público Mejor película | Madres paralelas     | Ganadora  |
| 2020 | Mejor película iberoamericana     | Dolor y gloria       | Ganadora  |
| 2019 | Mejor película documental         | El silencio de otros | Ganadora  |
| 2018 | Mejor película iberoamericana     | Zama                 | Nominada  |
| 2017 | Mejor película iberoamericana     | Julieta              | Nominada  |
| 2015 | Mejor película iberoamericana     | Relatos salvajes     | Ganadora  |
| 2014 | Mejor película documental         | Con la pata quebrada | Ganadora  |

Medallas del Círculo de Escritores Cinematográficos
| Año  | Categoría      | Película       | Resultado |
| ---- | -------------- | -------------- | --------- |
| 2019 | Mejor película | Dolor y gloria | Ganadora  |
| 2006 | Mejor película | Volver         | Ganadora  |